# Chapada Gaúcha
Chapada Gaúcha es un municipio brasileño del estado de Minas Gerais.

## Geografía
Su población estimada en 2004 era de 8.750 habitantes.
El punto más alto del municipio es de 870 metros, lugar: punto central de la ciudad. 

### Carreteras
- BR-479

## Administración
- Prefecto: José Raimundo Ribeiro Gomes (2005/2008)
- Viceprefecto: Reginaldo Rodrigues de Brito
- Presidente de la cámara: (2007/2008)